# Ferdinand Salling
Frederik Ferdinand Salling (10. maj 1880 i Aarhus – 22. juni 1953 smst) var en dansk købmand og grundlægger af Salling Stormagasiner A/S.
Faderen havde en købmandsbutik i Aarhus. Ferdinand Salling kom i manufakturlære i Fredericia og arbejdede som kommis i Odense, Aarhus og Randers. Den 19. oktober 1906 åbnede han manufakturforretningen "Ferdinand Salling" i Aarhus. I begyndelsen solgte han sengeudstyr og hvidevarer, men varesortimentet blev efterhånden udvidet.
I 1915 flyttede han til større lokaler i Søndergade 27, og han fik senere lagt naboejendommen Østergade 29 til butikken. Efterhånden som forretningen voksede, købte han flere ejendomme i Søndergade og Østergade. Under 2. verdenskrig var der dog stilstand i byggeplanerne, men i 1946 blev de genoptaget.
I 1948 blev første etape af Salling Stormagasin indviet. Firmaet blev i 1952 omdannet til et aktieselskab, som var byens største privatejede detailforretning. Efter hans død blev virksomheden videreført af den på det tidspunkt 33-årige søn Herman Salling.